# 新漢堡
新漢堡（葡萄牙語：Novo Hamburgo）是巴西的城市，位於該國南部，由南里奧格蘭德州負責管轄，始建於1832年，面積224平方公里，海拔高度57米，受亞熱帶氣候影響，2010年人口237,044。

## 外部連結

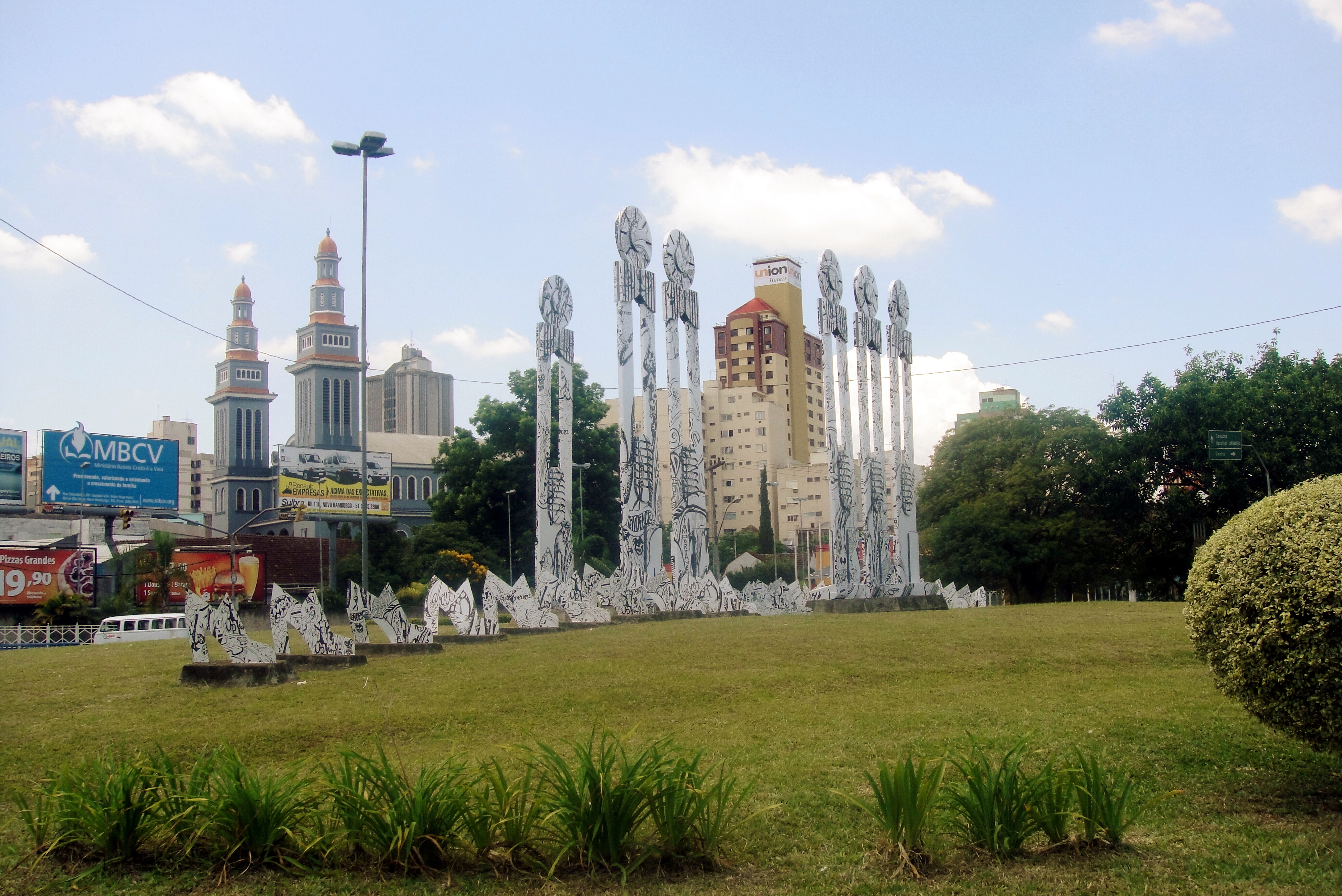
新汉堡的广场

- Novo Hamburgo Local Government （页面存档备份，存于）
- Novo Hamburgo detailed city Street Map